# Mysella planata
Mysella planata är en musselart som först beskrevs av Krause 1885.  Mysella planata ingår i släktet Mysella och familjen Lasaeidae. Inga underarter finns listade i Catalogue of Life.